# Tachov zastávka
Tachov zastávka – przystanek kolejowy w Tachovie, w kraju pilzneńskim, w Czechach. Położony jest na wysokości 480 m n.p.m.
Na przystanku nie ma możliwość zakupu biletów, a obsługa podróżnych odbywa się w pociągu. 

## Linie kolejowe
- 184 Domažlice - Planá u Mariánských Lázní